# 民和回族トゥ族自治県
民和回族トゥ族自治県（みんわ-かいぞく-トゥぞく-じちけん）は中華人民共和国青海省海東市に位置する回族とトゥ族の自治県。喇家遺跡がある。

## 行政区画
- 鎮:川口鎮、古鄯鎮、馬営鎮、官亭鎮、巴州鎮、満坪鎮、李二堡鎮、峡門鎮
- 郷:馬場垣郷、北山郷、松樹郷、西溝郷、総堡郷、隆治郷、大荘郷、転導郷、前河郷、甘溝郷、中川郷、核桃荘郷、新民郷
- 民族郷:杏児チベット族郷